# Ålekurv
En ålekurv er et specieltdesignet fiskeredskab til indfangning af ål. Ålekurve er fremstillet af vidjer, der er flettet i en pæreform og som ruse indrettet redskab, der fortøjes på havbunden ved hjælp af sten eller anden fortøjning.